# Pardosa pedia
Pardosa pedia este o specie de păianjeni din genul Pardosa, familia Lycosidae, descrisă de Charles Denton Dondale în anul 2007. Conform Catalogue of Life specia Pardosa pedia nu are subspecii cunoscute.